# 観世寿夫
観世 寿夫（かんぜ ひさお、1925年11月12日 - 1978年12月7日）は、観世流の能楽シテ方。53歳で早世した。
七代観世銕之丞（雅雪）の長男で、弟に観世栄夫、八代観世銕之丞（静夫）がいる。戦後の能楽復興期に「伝統芸術の会」、「能楽ルネッサンスの会」、「華の会」を結成参加。能楽以外の演劇人や音楽家たちと交流した。冥の会などで不条理演劇やギリシア悲劇を上演しつつ、「世阿弥伝書研究会」で、世阿弥の能芸論を軸に、能の本質を問い続けた著作を残しており、遺著で代表作「心より心に伝ふる花」は多く再版された。「昭和の世阿弥」と言われる。

## 人物年表
- 1929年（4歳）仕舞「猩々」で初舞台
- 1932年（7歳）初シテで「経正」を舞う
- 1940年（15歳）慶應義塾普通部中退、「巴」で初めて能面をつけて舞う
- 1942年（17歳）横道萬里雄と知る
- 1944年（19歳）清寿と名乗る。「道成寺」を演能。
- 1946年（21歳）第一回銕仙会研究会
- 1949年（24歳）「伝統芸術の会」発足、寿夫に名を戻す
- 1950年（25歳）「能楽ルネッサンスの会」に参加
- 1953年（28歳）栄夫、静夫と「華の会」を作る。布施浩子と結婚（1958年離婚）
- 1954年（29歳）ヴェネツィアの国際演劇祭に能が初参加
- 1955年（30歳）武智鉄二の演出でシェーンベルクのマイム「月に憑かれたピエロ」に出演
- 1956年（31歳）青山の「銕仙会舞台」落成、舞台披き公演を行う
- 1959年（34歳）観世華雪（伯父）死去
- 1960年（35歳）草月アートシアターにて草月コンテンポラリーを作舞・出演
- 1962年（37歳）フランス政府招聘留学生として渡仏、ジャン＝ルイ・バローに学ぶ
- 1964年（39歳）福島愛子と結婚（1968年離婚）
- 1969年（44歳）女優の関弘子と結婚
- 1970年（45歳）現代劇との交流を実践する「冥の会」結成、代表となる
- 1971年（46歳）冥の会第一回公演、観世栄夫演出「オイディプース王」で主演
- 1972年（47歳）冥の会、渡邊守章訳・演出「アガメムノーン」に出演、世界演劇祭「国際演劇会議」に出席。ヨーロッパ各地で演能。
- 1973年（48歳）冥の会、サミュエル・ベケット作「ゴドーを待ちながら」に出演。
- 1974年（49歳）冥の会、鈴木忠志演出「トロイアの女」に出演、芸術祭優秀賞受賞。
- 1976年（51歳）ヨーロッパ各地で演能。モービル音楽賞（邦楽部門）受賞。
- 1977年（52歳）日仏演劇協会主催のシンポジウム「演劇の作業の根拠」で、来日したジャン＝ルイ・バローと演技論を交した。

## 関連文献

### 著書
- 「心より心に伝ふる花」（白水社、1979、白水Uブックス、1991、角川ソフィア文庫、2008）
- 「観世寿夫著作集」全4巻（平凡社、1980-81、復刊1998） 、横道萬里雄ほか編
  - 1．世阿弥の世界、2．仮面の演技、3．伝統と現代、4．能役者の周辺
- 「観世寿夫　世阿弥を読む」（荻原達子編、平凡社ライブラリー、2001）

### 追悼出版ほか
- 「観世寿夫　至花の風姿」（銕仙会編、平凡社、1979）
- 「幽玄　観世寿夫の世界」（渡邊守章編、リブロポート、1980）
- 写真集「花は心―観世華雪　雅雪　寿夫」（銕仙会編、白水社、1990）

## DVD
- 能楽名演集 「井筒」観世流 観世寿夫、宝生閑、NHKエンタープライズ
- 能楽名演集 能『俊寛』 能『猩々乱』／観世流 観世寿夫、NHKエンタープライズ